# くしゃみ

くしゃみ

くしゃみ（嚔、英: sneeze）とは、鼻粘膜が刺激されて、鼻に溜まった分泌物を排出する動作のこと。くしゃみ反応は不随意運動であり「自力で抑制」することはできない。

## 原因
くしゃみの基本的な機能は二つある。一つは、体温を上げるための生理現象である。人は、吸気があっても、吐気で鼻腔（鼻の穴）内の体温を保とうとするが、鼻腔内の体温が著しく下がったとき、鼻腔内の知覚神経は脳に体を振動させて体温を上げる命令を出す。これがくしゃみである。二つめは、鼻腔内の埃、異物を体外に排出するための噴出機能である。
鼻腔内には、埃などを知覚しヒスタミンを出して脳が排出するよう判断する機能はあるが、ウイルスに対する知覚機能ではないため、鼻腔など上気道に付着したウイルスなどの異物を激しい呼気とともに体外に排出しようとして起こる呼吸器における反射的な反応ではない。くしゃみが続く現象は、鼻腔に接続する血管や、毛細血管の狭窄やつまりによって、鼻腔内の体温の継続的な格差が生じるためである。くしゃみをする原因としては物理的な刺激（鼻粘膜を毛髪などで刺激する、冷気を吸うなど）や刺激物質の吸引、アレルギー反応などがある。風邪や花粉症などのアレルギー性鼻炎の人でも一般的な症状である。また激しい光刺激（突然の強い太陽光 等々）でも発生することがある（光くしゃみ反射）。
アレルギーによらずに埃や冷気を急に吸い込むなどした物理的な刺激によるものも、ほぼ同様にして反射が起こる。通常は連続することは少ないが、自律神経の異常や精神的ストレスなどが原因で、アレルギーではないにもかかわらず過剰に反応することがある（血管運動性鼻炎）。風邪の場合は、炎症により鼻の粘膜が過敏になっているために発生する。
化学的刺激でも起きる場合がある。 胡椒の粉末を吸い込んだ場合などは、異物が付着したという物理的刺激のほか、胡椒自体の刺激性物質による化学的刺激もあるためくしゃみが発生しやすい。
人為的には、花粉症などアレルギー性鼻炎の患者の鼻腔内にヒスタミンを噴霧することにより、ほぼ30秒以内にくしゃみを発生させることができる。また、こよりなどで鼻腔を刺激することでもくしゃみを発生させることができる（出かかったくしゃみが途中で止まってしまいすっきりさせたい場合にわざと行われることがある）。

## メカニズム
くしゃみ反射の詳細なメカニズムは完全には明らかになっていないが、例えばアレルギー性鼻炎の場合は、アレルゲンの吸入により肥満細胞からヒスタミンなどが分泌され、それが鼻粘膜における知覚神経である三叉神経終末にあるヒスタミン受容体（H1受容体）と結合する。そこから求心性インパルスが延髄のくしゃみ中枢へ伝わり、刺激を受けたくしゃみ中枢から遠心性インパルスが各種神経を通って呼吸筋（横隔筋、肋間筋など）、喉頭筋、顔面筋へと伝わりくしゃみが起こる。
なお、くしゃみは不随意運動ではあるが、演技でくしゃみと同様の動作を意図的に行うことは可能であり、コントやコメディ（喜劇）などでも使われる。例えば日本では加藤茶の持ちネタの一つである。

## 医療・医学
くしゃみはほぼ上半身全体の筋肉を激しく運動させるほか、息が乱れ呼吸が阻害されるため、くしゃみは連続して発生すると、体力を著しく消耗する。口腔内の唾液を吸い込んでしまい、続けて咳をする事もある。肋骨を損傷するおそれもあるため、多発する場合は抗ヒスタミン薬等が使用される。
通年性アレルギー性鼻炎における調査では、1回のくしゃみ発作回数が多いほど、1日の発作回数が多いという相関がみられている。
アレルギー性鼻炎や風邪などの際には、抗ヒスタミン剤を服用または点鼻することにより抑える事ができる。ただしこれはくしゃみの発生原因の除去ではなく対症療法である。
くしゃみはごく一般的な症状のため、単体では疾病の種類が特定しづらい。
クシャミによって起こる弊害
一般にくしゃみ発作の際には目をつぶる。また、体の他の部位のコントロールがきかないだけでなく、腕などの筋肉の収縮あるいは硬直を伴うため、自動車の運転や機械操作の際には危険な状態となる。熱い飲み物が入ったコップを持っている時なども同様に火傷の可能性があるので危険である。
瞬間的かつ急激におこる激しい運動であるため、肋骨の損傷・骨折や、いわゆるぎっくり腰の原因ともなる。とくに腰に心配があることがあらかじめわかっている人は、くしゃみの前兆を感じたら座り込んでしまうか、近くにある壁などに手をついて体を固定するように心がけるとよい。
我慢した場合の弊害
瞬間的に大きな圧力を発生させる現象なので、無理に我慢すると弊害が起きる。喉や鼻腔・中耳・内耳の損傷、耳の感染症、鼓膜の破裂、脳脊髄圧や血圧が上がり脳の血管にも作用するなどが起きる。

## エチケット

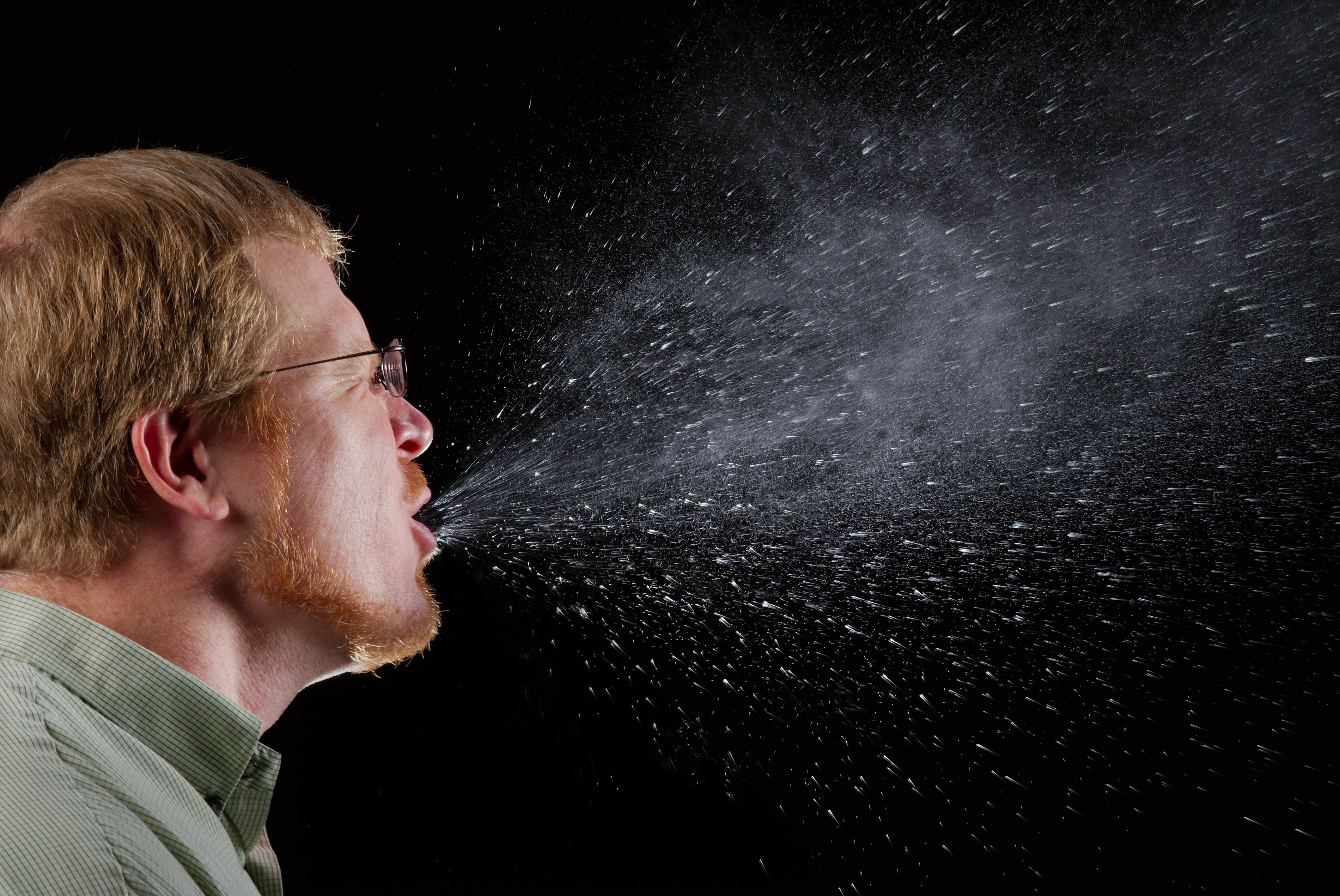
くしゃみによる唾液の飛散

くしゃみにより排出される呼気の風速は時速約320kmである。また、呼気に含まれる唾液の飛沫は、時速約36km、秒速約10mの速度で約4m先まで飛ぶ。埃によるものなど一般的で単発のくしゃみであれば、飛沫が近くの物品や人にかからないように横や下を向いたり手などで口を覆えばよいが、風邪など病気の場合にはこの呼気と共にウイルスが飛散し（飛散量は約100万個）、飛沫感染のもととなる。よって病気の場合はマスクをするなどして飛沫の拡散を防ぐことが重要であり、特に日本では一般にマナーとなっている（これは咳でも同じである）。鼻腔内に鼻水がある場合は、くしゃみと共にそれも出てしまうため、マスクはそれを他人の目に触れさせないためにも有効である。マスクを外した後は、内側を触らずに折り畳んで捨てる。病気の場合でマスクがない場合は、ハンカチやティッシュで受け止め、それらもない場合は腕で受け止める。これは、手で受け止めると手摺やドアノブなどを介して感染経路が広がるからである。万が一手で受け止めた場合は、速やかに手を洗う。

## 文化、民俗

### 擬声語
擬声語は言語ごとに異なり、多様である。が、ほとんどの言語が擬声語を「ア」音で始める。
英語では「ahchoo! アチュー」。フランス語では「atchoum!」。日本語は例外的で（「h」音が入り）「ハクション」。

### くしゃみをした人への声がけ
くしゃみをしている人を見た時に、くしゃみをしている人に対し何か言葉をかける習慣が多くの国にある。欧米圏では何かしら決まった言葉を言うことが一般的であり、街角・駅などで見ず知らずの人がくしゃみをしてもしばしば声をかける。
スペイン語圏ではくしゃみをした人に対し "¡Salud!" （健康）と声をかけることがある。この習慣はカトリック教会を中心として教皇グレゴリウス1世 (540年 - 604年) の時代に広まったものとされる。さらに、2 回くしゃみをすると "Salud y dinero" （健康とお金）、3 回くしゃみをすると"Salud, dinero y amor" （健康とお金と愛）と言う。
フランス語では "À tes [vos] souhaits ! ア・テ・スエ（ア・ヴォ・スエ）" （願いが叶うように）と言う。さらに、2 回くしゃみをすると "À tes [vos] amours ! ア・テ・ザムール" （恋愛が上手く行くように）と言う（どちらも冗談ぽい表現）。他には、"Dieu te [vous] bénisse ! デュー・トゥ（ヴ）・ベニス" ("Que dieu te [vous] bénisse ! ク・デュー・トゥ（ヴ）・ベニス") （神の御加護がありますように）とか、"Dieu te [vous] assiste !"（同前）などと言う。いずれも、[ ]内の語句は目上の人などへの言い方で用いる。他の言語圏と同じ意味合いで "Santé ! サンテ" （健康）とも言う。
イタリア語では "Salute! サルーテ" （健康）と言う。
英語圏では、ほぼ反射的に "Bless you ブレス・ユー" と言うことが一般的である。これは「God Bless you」の略で、「神の祝福あれ」という意味。
ドイツ語圏では、反射的に "Gesundheit ゲズントハイト" （健康）と言う。
トルコ語では "Çok yaşa チョク・ヤシャ" と声をかける。これは「長生きして下さい」という意味である。この言葉をかけられた側は"Sen de görün セン・デ・ギョリュン"と返答する事が一般的である。これは「あなたも（私が長生きするのを）見て下さい」という意味である。
英語圏においてはくしゃみをすると魂まで抜け出るという迷信がかつてあり、魂が抜け出た後に悪魔がまがい物の魂などで悪さをしないように周りの人間が祝福を祈ることで悪魔を退けようとした。というのが始まりのようである（現在ではもはや「お大事に」程度の意味合いになっているが）。
現代の日本では、くしゃみをした人に声をかける習慣はほぼない。ただし、沖縄地方においては「クスクェー」または「クスックェー」（追記：方言の意は、クス＝糞、クェー＝喰え、つまり“糞食らえ”に同じ）と言う習慣がある。この風習の元には諸説ある（詳細は後述「#語源と伝承」参照）。またアイヌ文化では、赤ん坊がくしゃみをすれば周囲の者が「シコンチ、コロ」（糞頭巾をかぶった）と唱える。アイヌ文化では、魔神や邪神は汚いものを嫌うとされるため、赤ん坊が邪神に取りつかれないための用心である。

### 言い伝え
世界的に見るとくしゃみにまつわる特定の言い伝えが現代にいたるまで残っている国はさほど多くはない。ただアジアを中心として言い伝えが残っている国がある。
中国
『詩経』邶風・終風「寤言不寐、願言則嚏。」の鄭箋に、「今俗人嚏云『人道我』、此古之遺語也。」（今の俗に人がくしゃみをすると「人が自分のことを言っている」というのは昔の習慣が残っているのだ）と言っている。これが俗信としても残っている。また、中国の北東部では、「くしゃみは、１回目は『誰かが自分に会いたがっている』、２回目は『誰かが自分の悪口を言っている』、３回目は『風邪を引いたに違いない』」という言い伝えがある。（中国語：一个喷嚏有人想，两个喷嚏有人骂，三个喷嚏感冒了。）
タイ
タイではくしゃみを2回すると、誰かが自分に会いたがっている、と一般に思われている。
ポリネシア
神話には、創造主が泥人形にくしゃみをして命が宿り人間になったと言う言い伝えがある。
日本
『万葉集』巻11・2637番には、くしゃみがでたということは、ひとが自分の良い話をしているということだ、といった内容の表現がある。
近・現代日本では、人に噂話をされている時にくしゃみが出る、という俗信がある。地域にもよるが、くしゃみが連続で出た回数に応じて、他人がどのような噂をしているかと言う解釈があり、例えば「一そしり 二笑い 三惚れ 四風邪」などのことわざもある。意味は、一回だったら批判される噂、2回だったら物笑いの種にされている、3 回だったら誰かに惚れられているが、4 回もくしゃみするようだったら風邪をひいている…と言うものである。ほかにも「一にほめられ二に憎まれ三に惚れられ四に風邪をひく」とするものもある。他に「一に褒められ、二にふられ、三に惚れられ、四に風邪」ともいい、その解釈には様々な類型がある。
日本のコメディ作品、映像作品、漫画等々では「噂話の最中に対象の人物がくしゃみをする」という演出はしばしば使用される。
古代ギリシャ
神々の意思と考えられた。紀元前401年に、アテナイの将軍クセノポンは開戦を訴える演説中にクシャミが結論を強調したことから吉兆と判断した。そのほかにも、オデュッセイア17：541-550などでも吉兆として捉える記述がみられる。

## 語源と伝承

### 語源
日本語の「くしゃみ」という表現の語源は「嚔（くさめ）」という言葉で（中国語ではこの漢字を今でも使う）、古代の日本ではくしゃみをすると鼻から魂が抜けると信じられており、そのためにくしゃみをすると寿命が縮まると信じられていた。
くしゃみは悪霊などの仕業と考える習俗が古代から広くあり、くしゃみで魂が抜けた身体に悪霊などが入り込み健康を害する、悪疫が広まると信じられ、恐れられてきた。これは日本に限らず世界各地に広くみられる。医学的にも前述のとおり風邪や上気道感染症（風邪、インフルエンザ、ジフテリア、麻疹など）の兆候である。また医療が進んでいない時代では特に乳幼児、小児の気道感染症はしばしば致命的であった。
そこで早死にを避けるため「くさめ」という呪文を唱えるようになり、いつしかそれが「くしゃみ」という名前となり、その行為そのものを指すようになったと考えられている。
古代から日本でくしゃみの行為を「くさめ」と呼んでいた訳ではなく、くしゃみをするは「鼻ひる」と言い、「ひる」は「放る」または「嚏る」であり、つまりその意は体内から鼻水やその他を放出することであった。清少納言が書いた『枕草子』の「憎きもの」第28段には
鼻ひて誦文する。おほかた、人の家の男主ならでは、高く鼻ひたる、いとにくし。
現代文：くしゃみして呪文を唱える。大体、一家の男主人でもないのに、声高にくしゃみをするのは、本当に好きでない。

とある。このように、くしゃみ後の呪文はよくある事だったと推定される。
また、中古から「くさめ」ではなく、「千秋万歳（せんずいまんざい）」、「急急如律令（きゅうきゅうにょりつりょう）」と唱えていたとも言われる（『袖中抄』）。

### 由来の諸説
くしゃみ後の呪文が「くさめ」であった由来には諸説あり、この呪文の語源そのものははっきりしておらず諸説ある。
陰陽道の「休息万命（くそくまんみょう）」や「休息万病（くそくまんびょう）」を早口に言ったものとする説がある。「休息万命（万病）」とは、仏陀がくしゃみをすると弟子らが「クサンメ」と呪文を唱えたと言う逸話があり、梵語「クサンメ」から「休息万命」が由来し、さらにそれを早口により→「クッサメ」→「くさめ」と転訛したとする。
また、「糞食め（くそはめ）」が変化したものであるという説、くしゃみの擬声語の名詞化とする説、などがある。

### 関連する伝承
上記のように、中世の日本ではくしゃみをした人、またはその近くにいた人が「くさめ」と言う習慣があった。1330年頃（鎌倉時代）に兼好法師により書かれた『徒然草』の第47段には、

ある人清水へまゐりけるに、老いたる尼の行きつれたりけるが、道すがら、「嚔（くさめ）、嚔」といひもて行きたれば、「尼御前何事をかくは宣ふぞ」と問ひけれども、應へもせず、猶いひ止まざりけるを、度々とはれて、うち腹だちて、「やゝ、鼻ひたる時、かく呪はねば死ぬるなりと申せば、養ひ君の、比叡の山に兒にておはしますが、たゞ今もや鼻ひ給はんと思へば、かく申すぞかし」と言ひけり。あり難き志なりけんかし。

という記述がある。
近世の江戸時代では、庶民は文字通り「くそくらえ」、知識層などは「徳万歳（とこまんざい）」と唱えていたと言う。

### 沖縄
沖縄地方では現代まで、くしゃみ後の呪文に「クスクェー」または「クスックェー」（追記：方言の意は、クス＝糞、クェー＝喰え、つまり“糞食らえ”に同じ）と言う。
この由来は、前述の「休息万命」からの転訛とも言われるが、もっと具体的に大正時代の沖縄の民話『クスケー由来』に出てくる「クスケーヒャー」、「クスタックェー」、「アチグスクェー」と言う呪文に由来を見ることができる。この民話では、奄美・琉球に伝わる悪霊「マジムン」（民話の別説では、悪霊が黒猫に唱えさせると言うのもある）がこれらの呪文を唱えて赤子にくしゃみをさせ、その命を奪おうと言うのである。これに対し、人間の家族が先んじて（赤子がくしゃみした後に）これらの呪文を唱えれば、命を奪われないと言う民話である。沖縄地方では旧慣温存政策などにより近代化が遅れ、医療が進んでいない時代では特に乳幼児、小児の気道感染症はしばしば致命的であったことも背景にあろう。
これを受けて、現代でも親世代や老人で民信深い人々は子のくしゃみに「クスケー」「クスケーヒャー」と応じると言われる。

## 人間以外
猫、犬、鶏、イグアナなどもクシャミをする。犬などの場合は、逆くしゃみを行いがちである。